# Dorothy Sears Ainsworth

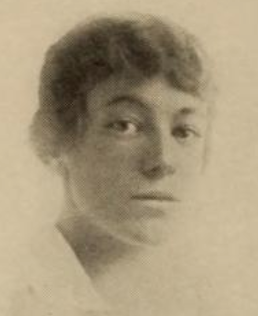
Ainsworth, 1916

Dorothy Sears Ainsworth (* 8. März 1894 in Moline, Illinois; † 2. Dezember 1976 ebenda) war eine US-amerikanische Sportlehrerin, Sportpädagogin, Hochschullehrerin und Gründerin sowie Funktionärin von Organisationen für Sport und Sportpädogogik.

## Leben

### Studium, Sportlehrerin und Professorin am Smith College

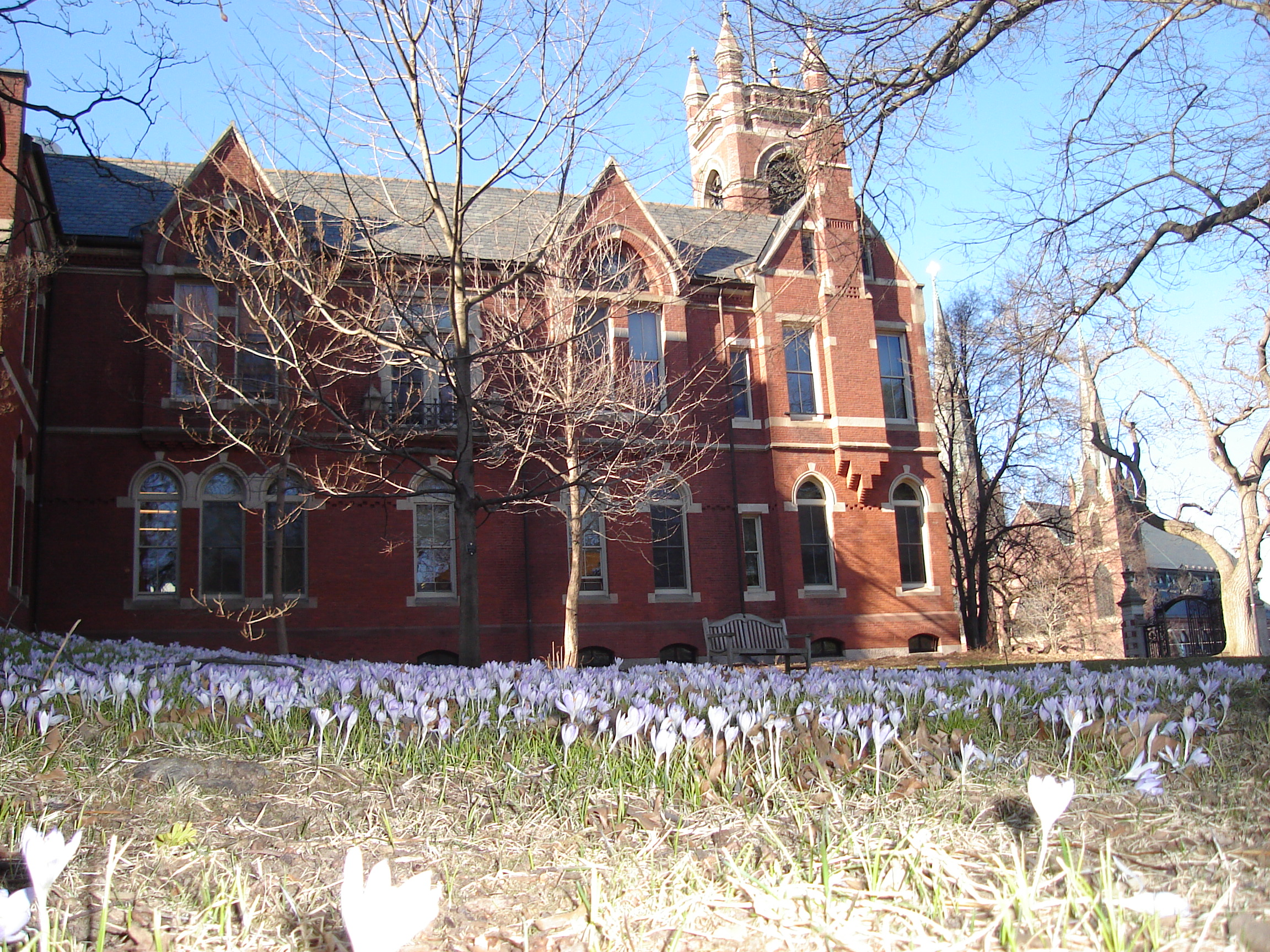
Dorothy Sears Ainsworth lehrte von 1930 bis 1960 als Professor für Sportpädagogik und Leibeserziehung am Smith College

Dorothy Sears Ainsworth, als Tochter des technischen Zeichners Harry Ainsworth (1862–1930) und Stella Davidson Ainsworth (1862–1940) geboren, begann nach dem Schulbesuch ein Geschichtsstudium am Smith College, das sie 1916 mit einem Bachelor of Arts (B.A. History) beendete. Nach dem Studium unterrichtete sie als Sportlehrerin an der Moline High School. 1918 wurde sie eingeladen, sich der ersten Smith College Relief Unit anzuschließen, die von einer anderen Smith-Absolventin, Harriet Boyd Hawes, gegründet wurde. Während ihres Dienstes in dieser Hilfseinheit in Grecourt half sie Überlebenden des Ersten Weltkrieges beim Wiederaufbau zerstörter Dörfer. 1921 kehrte sie als Dozentin an die Abteilung für Hygiene und Leibeserziehung (Department of Hygiene and Physical Education) an das Smith College zurück. Die Lehrtätigkeit dort hatte sie davon überzeugt, Sportunterricht als Karriere zu verfolgen, und sie gab ihren Job am College auf, um ein postgraduales Studium der Sportpädagogik an der Columbia University zu beginnen, das sie 1925 mit einem Master of Arts (M.A. Physical Education) abschloss. Nachdem sie anschließend ein Jahr lang am Skidmore College in Saratoga Springs unterrichtet hatte, nahm sie 1926 den Ruf als Professorin und Direktorin der Abteilung für Leibeserziehung am Smith College an. In ihren ersten drei Jahren in dieser Position pendelte sie jedes Wochenende und besuchte Kurse an der Columbia University, um ihren Doktortitel zu erwerben. Nachdem sie ein weiteres Jahr lang eine Dissertation über die Geschichte des Sportunterrichts an den zwölf Frauenhochschulen mit dem Titel The history of physical education in colleges for women geschrieben hatte, promovierte sie 1930 als Doktor der Sportpädagogik (Ph.D. Physical Education). Die Professur für Leibeserziehung am Smith College behielt sie bis zu ihrer Emeritierung 1960.
Dorothy Ainsworths anschließende berufliche Erfolge auf lokaler, nationaler und internationaler Ebene sind zahlreich. Am Smith College erhöhte sie das Lehrplanangebot von elf Kursen im Jahr 1926 auf 29 im Jahr 1931, wobei viele Kurse weit von den traditionellen Gymnastik- und Tanzangeboten dieser Zeit entfernt waren. Bald gab es Tennis-, Leichtathletik-, Baseball- und Crew-Klassen. Ihre Philosophie war, dass es für jeden Studenten eine Sportart geben sollte, und die Kurse sollten allen Schülern zugutekommen, nicht nur den Spitzensportlern. Sie glaubte fest an ein universitäres Programm, das allen Studenten am Smith College zugutekommen würde. Diese Tradition starker Intramurals hat sich fortgesetzt. Sie war jedoch eine Gegnerin des interkollegialen Wettbewerbs, da sie glaubte, dass dadurch nicht alle Schüler gleichermaßen vom Budget für den Sportunterricht profitieren könnten. Ihre Philosophie beeinflusste die Ausrichtung des Sports bis 1972, als das Smith College schließlich begann, Teams für interkollegiale Wettbewerbe aufzustellen. Als sie den Lehrplan erweiterte und änderte, wurden neue Stellen in der Abteilung geschaffen, und sie stellte Dozenten ein, die sich auf bestimmte Sportarten spezialisierten. Außerdem richtete sie am Smith College einen Graduiertenkurs zur Ausbildung von Sportlehrern ein. Dieses frühe Graduiertenprogramm für Frauen war landesweit einzigartig und wurde bis ins späte 20. Jahrhundert als Graduiertenprogramm für Trainerausbildung fortgeführt. In Übereinstimmung mit ihrem wachsenden Interesse am Sportunterricht auf internationaler Ebene rekrutierte sie aktiv ausländische Studenten für ihr Graduiertenprogramm. Damit begann für sie einen langjährigen, produktiven Ideenaustauschs auf internationaler Ebene.

### Funktionärin von Sportorganisationen und Auszeichnungen

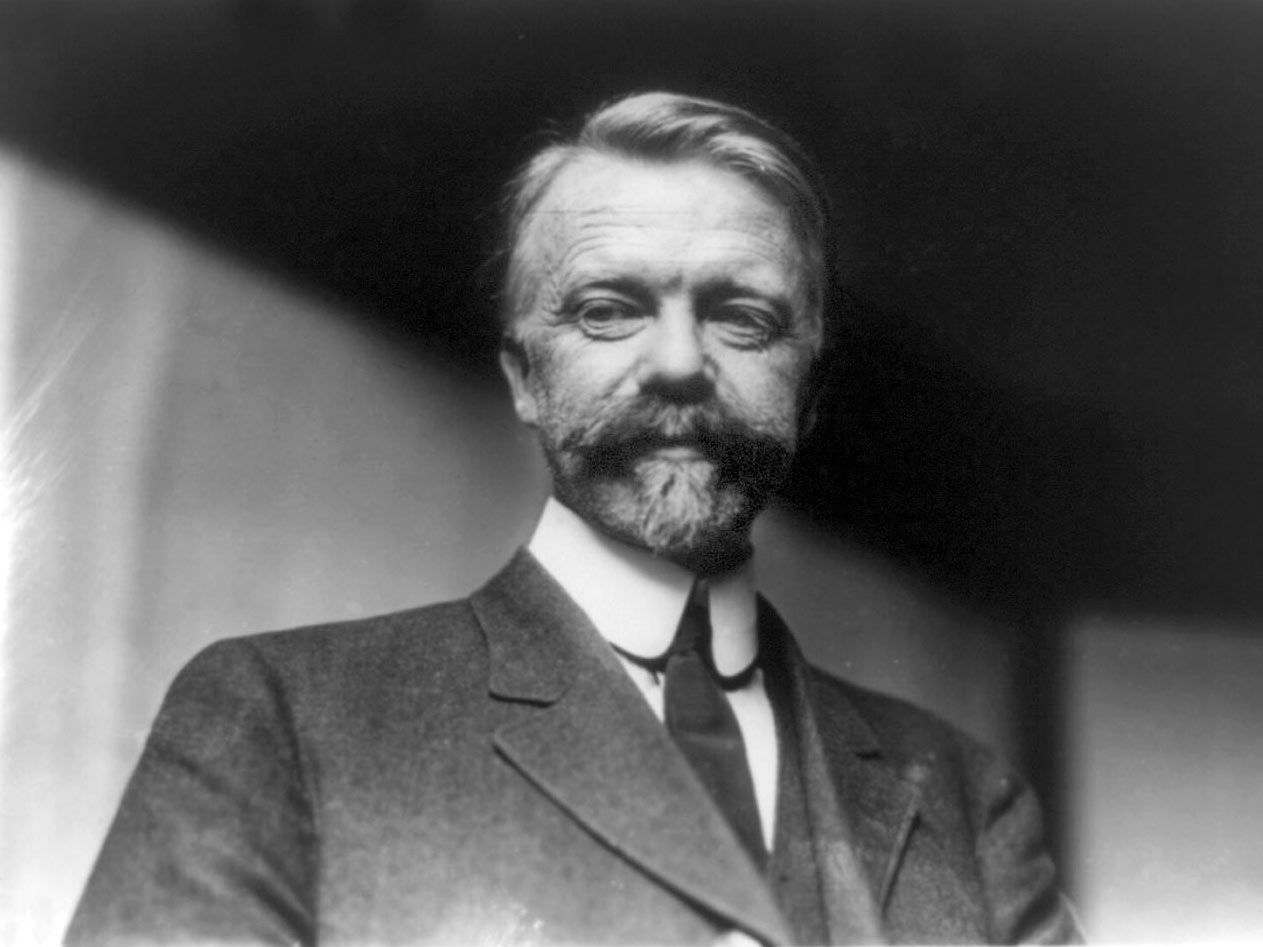
1960 erhielt Dorothy Sears Ainsworth die nach dem Arzt, Gesundheitslehrer und Sporthygieniker Luther Halsey Gulick benannte „Luther Gulick“-Medaille, die höchste Auszeichnung der American Association for Health, Physical Education and Recreation (AAHPER).

Ferner engagierte sich Dorothy Sears Ainsworth in verschiedenen Sportorganisationen und fungierte von 1937 bis 1941 als Präsidentin der National Association of Physical Education for College Women, eine der Vorläuferorganisationen der 1971 gegründeten Association for Intercollegiate Athletics for Women (AIAW). 1950 wurde sie zur Präsidentin der American Association for Health, Physical Education and Recreation (AAHPER) gewählt, der nationalen Berufsorganisation für Männer und Frauen, die in dieser Disziplin arbeiten. Sie diente auch als Präsidentin der National Association of Directors of Physical Education for Women. International gehörte sie 1949 mit Agnete Bertram zu den Gründerinnen der International Association of Physical Education and Sports for Girls and Women (IAPESGW), um ein Format für Sportlehrerinnen bereitzustellen, um ihre Forschung und Informationen über ihre Programme und Lehrpläne auszutauschen. Als Präsidentin der IAPESGW baute sie eine Organisation auf, die weiterhin als internationales Netzwerk für Frauen in der Leibeserziehung und im Sport dient. Viele Jahre lang war sie außerdem Vertreterin von internationalen Verbänden für Sport und Leibeserziehung in den Vereinigten Staaten. Sie organisierte den ersten internationalen Kongress für Leibeserziehung und Sport für Mädchen und Frauen, der 1949 in Dänemark stattfand, und sie war zwischen 1950 und 1957 Vorsitzende des Vereinigten US-Rates für internationale Gesundheits-, Leibeserziehungs- und Erholungsangelegenheiten (United States Joint Council on International Affairs in Health, Physical Education and Recreation). 1954 fungierte sie ferner als Organisatorische Vorsitzende des Ersten Internationalen Kongresses über Grundlagen des Sportunterrichts für Jugendliche im Connecticut Valley und 1958 Vorsitzende des Ausschusses für Leibeserziehung der Weltverbandsorganisationen für Lehrberufe WCOTP (World Confederation of Organizations of the Teaching Profession). Sie nahm außerdem weltweit an Konferenzen und Vorträgen teil. Für ihre Leistungen erhielt sie unter anderem 1953 den französischen Orden für Verdienste um das Sportwesen (Ordre du Mérite sportif).
Dorothy Ainsworth erhielt zudem 1956 die Ehrendoktorwürde des Smith College sowie 1960 die „Luther Gulick“-Medaille, die höchste Auszeichnung der AAHPER, und 1962 die Hetherington-Auszeichnung der American Academy of Physical Education. 1968 wurde sie vom National Council of Women in New York Cirygeehrt. Sie starb in einem Pflegeheim in ihrem Geburtsort Moline und wurde auf dem Oakwood Cemetery in Geneseo beigesetzt. Ihr zu Ehren ist der „Dorothy Sears Ainsworth“-Award der International Association of Physical Education and Sports for Girls and Women (IAPESGW) benannt.

## Veröffentlichungen
- The history of physical education in colleges for women. As Illustrated by Barnard, Bryn Mawr, Elmira, Goucher, Mills, Mount Holyoke, Radcliffe, Rockford, Smith, Vassar, Wellesley and Wells, Dissertation, A. S. Barnes and Company, New York, 1930, Neuauflage 2012, 2021, ISBN 978-1-01-479154-2
- Basic Rhythms, Mitautorin Ruth Evans, 1955
- Individual sports for women, Saunders, Philadelphia 1930, Neuauflagen 1943, 1949, 1963

## Hintergrundliteratur
- Hazel Peterso: Dorothy S. Ainsworth, 1975
- Biographical Dictionary of American Educators, S. 18 f., 1978, ISBN 978-0-313-04012-2 (Onlineversion)
- Susan Ware, Stacy Lorraine Braukman: Notable American Women. A Biographical Dictionary Completing the Twentieth Century, S. 12 f., 2004 (Onlineversion)
- Martha H. Verbrugge: Active Bodies. A History of Women’s Physical Education in Twentieth-Century America, S. 17, 2012, ISBN 978-0-19-989037-8 (Onlineversion)